# 岩棲真鰃
岩棲真鰃為輻鰭魚綱金眼鯛目金鱗魚亞目金鱗魚科的其中一種，分布於西大西洋區，從美國北卡羅來納州至巴西海域；東大西洋區，從加彭至安哥拉、聖赫勒拿島、阿森松岛海域，棲息深度可達150公尺，體長可達61公分，棲息在礁石區，夜行性，以甲殼類為食，可做為食用魚，有雪卡魚中毒的報告。

## 擴展閱讀
維基物種上的相關：岩棲真鰃